# Línea Monforte de Lemos-Redondela
La línea Monforte de Lemos-Redondela, también conocida históricamente como línea Monforte-Vigo, es una línea férrea de 166,8 kilómetros de longitud y ancho ibérico que pertenece a la red ferroviaria española. El trazado transcurre íntegramente por Galicia y facilita las conexiones entre el sur de la comunidad y la Meseta y el norte de España. Según la catalogación de Adif es la «línea 810».
Entró en funcionamiento el 15 de mayo de 1885 tras ser construido, no sin dificultades, por la Compañía del Ferrocarril de Medina a Zamora y de Orense a Vigo (MZOV). Históricamente, la línea proseguía hasta Vigo-Urzaiz, pero en 2011 el tramo final de poco más de diez kilómetros fue desmantelado durante la construcción del Eje Atlántico de Alta Velocidad. 

## Historia

### Antecedentes
Los primeros proyectos para unir ambas ciudades gallegas, pasando por Orense y con vistas a enlazar con la red portuguesa en Valença do Minho gracias a un ramal desde Guillarey datan de los años 1859-1860 obra de los ingenieros Boguerín y Boquenio. El trabajo del Boguerín, relativo al tramo Vigo-Orense, fue el primero en plasmarse en una subasta y posterior concesión para la construcción de dicho tramo el 15 de octubre de 1861. Sin embargo, hubo que esperar al 2 de marzo de 1863, para que el proyecto se concretase realmente, en una segunda subasta otorgada a Juan Flórez Freire miembro del consejo de administración de la  Compañía del Ferrocarril de Medina del Campo a Zamora y que tras la nueva concesión pasó a adquirir el nombre de Compañía del Ferrocarril de Medina a Zamora y de Orense a Vigo. Posteriormente se adjudicó el otro gran tramo del trazado, entre Orense y Monforte de Lemos. 

### Construcción
Aunque las obras se iniciaron rápidamente, diversos avatares económicos, como la quiebra de la banca de Rafael Bertrán de Lis o la crisis económica de 1873 dificultaron notablemente el avance de los trabajos que fueron suspendidos en diversas ocasiones.  Por ello hubo que esperar a 1878 para que concluyeran los tramos Vigo-Guillarey, Guillarey-Caldelas y Caldelas-Salvatierra. Un año después, se alcanzó Las Nieves. Ya en 1881 se remataron los dos últimos tramos de esta sección de la línea entre Arbo y Salvatierra y entre Arbo y Orense.
En ese punto quedaba alcanzar Monforte de Lemos, algo que se logró en cuatro años gracias a los tramos Orense-Los Peares (1884) y Los Peares-Monforte (1885).  De esta forma, el 15 de mayo de ese mismo año se consiguió poner en funcionamiento la totalidad de la línea.

### Evolución
En 1928, la Compañía del Ferrocarril de Medina a Zamora y de Orense a Vigo envuelta en graves dificultades económicas como otros trazados del oeste de España pasó a depender de la Compañía Nacional de los Ferrocarriles del Oeste de España, compañía estatal que se creó para venir en auxilio a las diferentes empresas privadas que gestionaba trazados en esta zona del país sin que ello mejorara sensiblemente la situación. En 1943, tanto Oeste, como el resto de compañías privadas españolas se integraron en RENFE que gestionó la línea hasta su división entre Renfe Operadora y Adif a finales de 2004.

### Mejoras en la línea
En 2011, las obras Eje Atlántico de Alta Velocidad trasladaron el final de la línea de Vigo a Redondela al desmantelarse los últimos kilómetros.
Desde el 21 de noviembre del 2022 hasta el 26 de noviembre de 2024 estuvo cortada la circulación entre Orense y Monforte de Lemos debido a las obras de modernización de la línea para la llegada de trenes de alta velocidad y su adaptación a los estándares del Corredor Atlántico. Los servicios en ese tramo se realizaron en autobús y taxi.La vía fue levantada y reconstruida desde cero incluyendo nueva catenaria y pórticos aptos para catenaria 25 Kv, nueva vía (carril, balasto y traviesas), nueva señalización y reforma de estaciones.

## Características
La línea entre Monforte de Lemos y Redondela es un trazado de 166,8 kilómetros de vía única en ancho ibérico (1 668 mm), electrificado a 3000 V. Emplea un Bloqueo Automática en vía única con CTC (Control de Tráfico Centralizado).
La velocidad máxima permitida en esta línea convencional se sitúa entre los 155 y 160 km/h en todo su recorrido.

## Tráfico ferroviario

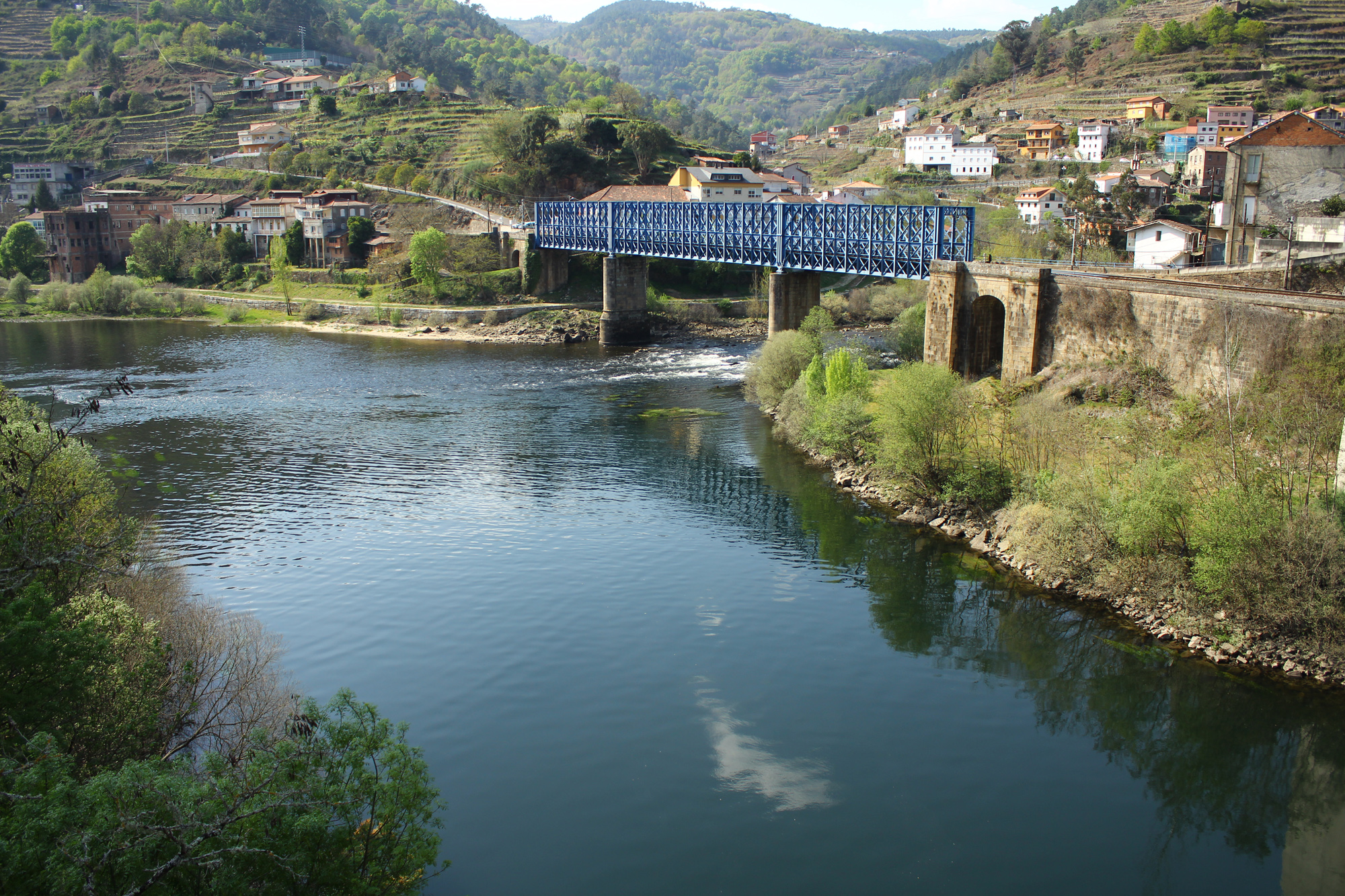
El viaducto de Los Peares, cerca de la estación homónima, sirve para cruzar el río Miño.

Gracias a su electrificación y al buen rendimiento que ofrece la línea ha soportado históricamente un tráfico importante tanto de largo recorrido como de media distancia, que ha disminuido al ponerse en servicio la línea de alta velocidad Olmedo-Zamora-Galicia. En cuanto a servicios de larga distancia, el único que circula actualmente por la línea es el Alvia que une Vigo con Barcelona. En relación con los servicios de media distancia, la línea 6 (Vigo-León/Ponferrada) aprovechada en su totalidad el recorrido, otros trayectos lo hacen parcialmente, como el internacional Vigo-Valença do Minho.
También significativo es el tráfico de mercancías con una decena de trenes diarios en su recorrido según datos del 2010.